# Sofia Coppola
Sofia Carmina Coppola (ur. 14 maja 1971 w Nowym Jorku) – amerykańska aktorka telewizyjna i filmowa, scenarzystka i reżyserka filmowa, a także fotografka i projektantka mody. Laureatka Oscara za najlepszy scenariusz do filmu Między słowami (2003)

## Kariera
Gdy była niemowlęciem, wystąpiła w filmie ojca Ojciec chrzestny. Jako nastolatka występowała w kolejnych obrazach reżyserowanych przez Coppolę, m.in. Peggy Sue wyszła za mąż i Ojciec chrzestny III. Rola córki Michaela Corleona przyniosła jej dwie Złote Maliny dla najgorszej aktorki drugoplanowej. Miała pewne osiągnięcia w dziedzinie fotografii i projektowania mody, a jedna z jej kolekcji została okrzyknięta odkryciem roku 1997 w niezależnym świecie mody.
W 1998 roku zadebiutowała jako reżyserka, filmem krótkometrażowym – Lick the Star. Rok później pojawił się jej następny film – Przekleństwa niewinności (The Virgin Suicides) na podstawie książki Jeffreya Eugenidesa pod tym samym tytułem. W wywiadzie dla Entertainment Weekly Coppola wyjaśniła, że pomysł na nakręcenie filmu zrodził się z jej młodzieńczych pragnień. Kiedy dorastała, kino skierowane do nastolatków było według niej za mało ambitne i trudno było się z nim identyfikować. Chciała stworzyć film o poetyckim charakterze, który przemawiałby do młodych kobiet, a także traktował nastoletnich widzów z szacunkiem, na który zasługują.
Jej następny obraz – Między słowami (Lost in Translation, 2003) zdobył uznanie, cztery nominacje do Oscara i statuetkę za scenariusz. W 2006 roku na ekrany kin trafił jej trzeci film – Maria Antonina (Marie Antoinette), który spotkał się z mieszanymi opiniami. W 2010 roku podczas 67. MFF w Wenecji premierę miał Somewhere. Między miejscami, dramat w jej reżyserii, do którego napisała scenariusz. Film zdobył główną nagrodę Złotego Lwa. W 2014 roku zasiadła w jury konkursu głównego na 67. MFF w Cannes.
Kolejnym filmem reżyserki jest Bling Ring (2013). Produkcja została zainspirowana historią młodocianych przestępców, którzy włamywali się do domów celebrytów. Coppola zrealizowała także obraz średniometrażowy dla platformy Netflix -  A Very Murray Christmas. W 2017 ma premierę Na pokuszenie - remake filmu Dona Siegela z 1971 roku. Coppola otrzymuje za niego nagrodę za najlepszą reżyserię na festiwalu w Cannes. W 2023 roku ukazał się jej kolejny film Priscilla opowiadający o życiu Priscilli Presley, żony Elvisa Presleya. 

## Życie prywatne
Jest córką Francisa Forda Coppoli i Eleanor Coppoli. Jej kuzynem jest Nicolas Cage. W latach 1999–2003 była żoną reżysera Spike’a Jonze’a. Spotykała się także z reżyserem Quentinem Tarantino.
Od 2011 roku jest żoną Thomasa Marsa, wokalisty grupy Phoenix. Mają dwie córki: Romy (ur. 28 listopada 2006) i Cosimę (ur. 18 maja 2010).

## Filmografia

### Aktorka
- 1972: Ojciec chrzestny jako Michael Francis Rizzi, niemowlę
- 1974: Ojciec chrzestny II jako dziecko na statku
- 1983: Wyrzutki jako mała dziewczynka
- 1983: Rumble Fish jako Donna
- 1984: Frankenweenie jako Anne Chambers
- 1984: Cotton Club jako dziewczynka na ulicy
- 1984: The Princess Who Had Never Laughed jako Gwendolyn
- 1986: Peggy Sue wyszła za mąż jako Nancy Kelcher
- 1987: Anna jako Noodle
- 1990: Ojciec chrzestny III jako Mary Corleone
- 1992: Monkey Zetterland jako Cindy
- 1994: Ciao L.A. (krótkometrażowy) jako Britney
- 1999: Gwiezdne wojny: część I – Mroczne widmo jako Saché
- 2001: CQ jako kochanka Enzo
- 2013: Between Two Ferns with Zach Galifianakis

### Scenarzystka
- 1989: Nowojorskie opowieści, część Życie bez Zoe
- 1998: Lick the Star (krótkometrażowy)
- 1999: Przekleństwa niewinności
- 2003: Między słowami
- 2006: Maria Antonina
- 2010: Somewhere. Między miejscami
- 2013: Bling Ring
- 2017: Na pokuszenie
- 2020: Na lodzie
- 2023: Priscilla

### Producentka
- 1994: Ciao L.A. (krótkometrażowy)
- 1998: Lick the Star (krótkometrażowy)
- 2003: Między słowami
- 2006: Maria Antonina
- 2010: Somewhere. Między miejscami
- 2013: Bling Ring
- 2017: Na pokuszenie
- 2020: Na lodzie

### Reżyserka
- 1996: Bed, Bath and Beyond (krótkometrażowy)
- 1998: Lick the Star (krótkometrażowy)
- 1999: Przekleństwa niewinności
- 2003: Między słowami
- 2006: Maria Antonina
- 2010: Somewhere. Między miejscami
- 2013: Bling Ring
- 2017: Na pokuszenie
- 2020: Na lodzie
- 2023: Priscilla

## Nagrody i nominacje
| Rok  | Nagroda                                   | Kategoria                                       | Za                                      | Wynik     |
| ---- | ----------------------------------------- | ----------------------------------------------- | --------------------------------------- | --------- |
| 2004 | Nagroda Akademii Filmowej                 | Najlepszy scenariusz oryginalny                 | Między słowami                          | Wygrana   |
| 2004 | Nagroda Akademii Filmowej                 | Najlepszy film                                  | Między słowami                          | Nominacja |
| 2004 | Nagroda Akademii Filmowej                 | Najlepsza reżyseria                             | Między słowami                          | Nominacja |
| 2004 | Złoty Glob                                | Najlepszy scenariusz                            | Między słowami                          | Wygrana   |
| 2004 | Złoty Glob                                | Najlepszy reżyser                               | Między słowami                          | Nominacja |
| 2004 | Nagroda Brytyjskiej Akademii Filmowej     | Najlepszy film                                  | Między słowami                          | Nominacja |
| 2004 | Nagroda Brytyjskiej Akademii Filmowej     | Najlepszy scenariusz oryginalny                 | Między słowami                          | Nominacja |
| 2004 | Nagroda Brytyjskiej Akademii Filmowej     | Najlepsza reżyseria                             | Między słowami                          | Nominacja |
| 2017 | Festiwal Filmowy w Cannes                 | Najlepszy reżyser                               | Na pokuszenie                           | Wygrana   |
| 2017 | Festiwal Filmowy w Cannes                 | Złota Palma                                     | Na pokuszenie                           | Nominacja |
| 2006 | Festiwal Filmowy w Cannes                 | Nagroda Francuskiego Systemu Edukacji Narodowej | Maria Antonina                          | Wygrana   |
| 2006 | Festiwal Filmowy w Cannes                 | Złota Palma                                     | Maria Antonina                          | Nominacja |
| 2010 | Międzynarodowy Festiwal Filmowy w Wenecji | Złoty Lew                                       | Somewhere. Między miejscami             | Wygrana   |
| 2000 | Złota Malina                              | Najgorsza aktorka drugoplanowa                  | Gwiezdne wojny: część I – Mroczne widmo | Nominacja |
| 1991 | Złota Malina                              | Najgorsza aktorka drugoplanowa                  | Ojciec chrzestny III                    | Wygrana   |
| 1991 | Złota Malina                              | Najgorszy debiut                                | Ojciec chrzestny III                    | Wygrana   |
| 2005 | César                                     | Najlepszy film zagraniczny                      | Między słowami                          | Wygrana   |